# Зинген (Хоентвил)
Зинген (њем. Singen) град је у њемачкој савезној држави Баден-Виртемберг. Једно је од 25 општинских средишта округа Констанц. Према процјени из 2010. у граду је живјело 45.531 становника. Посједује регионалну шифру (AGS) 8335075.

## Географски и демографски подаци
Зинген се налази у савезној држави Баден-Виртемберг у округу Констанц. Град се налази на надморској висини од 429 метара. Површина општине износи 61,8 km². У самом граду је, према процјени из 2010. године, живјело 45.531 становника. Просјечна густина становништва износи 737 становника/km².

## Међународна сарадња
| Мјесто   | Држава    | Врста сарадње | Од    |
| -------- | --------- | ------------- | ----- |
| Кобељаки | Украјина  | партнерство   | 1993. |
| Цеље     | Словенија | партнерство   | 1989. |
| Помеција | Италија   | партнерство   | 1974. |
|          | Француска | партнерство   | 1968. |
| Извор    |           |               |       |